# Курт Кніспель
Курт Кніспель (нім. Kurt Knispel; 20 вересня 1921 — 28 квітня 1945) — німецький танкіст-ас часів Другої світової війни. Маючи на офіційному рахунку 168 перемог над танками противника (і ще близько 30-ти непідтверджених), є найрезультативнішим танковим асом панцерваффе і найрезультативнішим танкістом Другої світової війни. Воював на Східному і Західному фронтах, проте всі свої перемоги над танками здобув на Східному фронті.

## Біографія
Народився в 1921 році в Судетській області Чехословаччини. За походженням — судетський німець. Військову службу розпочав з навчання (15 — 30 вересня 1940) на танках Pz Kpfw I, Pz Kpfw II, Pz Kpfw III. 1 жовтня того ж року був переведений в діючі війська, в 29-й танковий полк 12-ї танкової дивізії. Уже в своїй частині пройшов підготовку заряджаючого і навідника на Pz Kpfw IV.

### Місця служби
- 3-я рота 29-го танкового полку 12-ї танкової дивізії (з 15 серпня 1941 року — в 9-й роті)
- 1-я рота 503-го важкого танкового батальйону

До переходу в 503-й важкої танковий батальйон і з початку служби на важких танках служив навідником, після став командиром танка.

### Бойова техніка
Курт Кніспель за час своєї служби встиг освоїти практично всі танки Вермахту, крім «Пантери»:
- PzKpfw I
- Pz Kpfw II
- Pz Kpfw III
- Pz Kpfw IV
- PzKpfw VI «Tiger I»
- PzKpfw VI Ausf.B Tiger II

### Особистий рахунок
За свою кар'єру Курт Кніспель підбив:
- в якості навідника — 126 танків противника (з них 20 непідтверджених).
- в якості командира важкого танка — 42 танки противника (з них 10 непідтверджених).

Жоден танкіст ні в одній з країн-учасниць Другої світової війни не зміг повторити цей результат. Незважаючи на це, Кніспель, як і багато видатних солдат Німеччини періоду Другої світової війни, тривалий  час залишався забутої фігурою і не згадувався в літературі.
Окремо слід відзначити той факт, що більшу частину перемог Курт Кніспель здобув як навідник танка, тобто виконуючи постріли особисто. Багато інших танкових асів, чий особистий рахунок наближається до показників Кніспеля (наприклад, Міхаель Віттман), були командирами танків і, образно кажучи, «біля прицілу не стояли».
Важко судити про те, наскільки об'єктивно офіційне число перемог Курта Кніспеля. З одного боку, є всі підстави вважати, що наведені показники близькі до реальних. Більшість товаришів по службі Курта Кніспеля відзначали, що він був досить скромною людиною і ніколи не гнався за рахунком, не приписував собі перемог і не наполягав на зарахуванні чергового танка на свій рахунок, якщо воно з якихось причин відхилялося.
З іншого боку, як показує практика, заяви учасників бою про кількість знищених одиниць противника відрізняються неточністю. В реальній динаміці бою (виключаючи дуельні варіанти), при обліку погодних факторів, рельєфу місцевості, дальності ведення бою, перешкод у вигляді задимлення і т. д. Точно оцінити завданий противнику збитку практично неможливо. Тому і до результатів Кніспеля треба ставитися з певною часткою критики. Крім того, слід відрізняти поняття «підбитий танк» і «знищений танк» противника. Таким чином, орієнтовним числом підбитих Кніспелем танків противника можна вважати 160—170 машин.

### Обставини загибелі
Був смертельно поранений в бою з радянськими військами («Королівський Тигр» Кніспеля був оточений радянськими танками), близько чеського міста Востіц, підбивши при цьому свій 168-й, офіційно зарахований танк. Є припущення, що його бойовий товариш фельдфебель Шкода спробував допомогти, але загинув. Помер в госпіталі 28 квітня 1945 року і похований у братській могилі на безіменному німецькому військовому кладовищі.
9 квітня 2013 року чеські шукачі, які проводили розкопки під Брно, виявили останки Курта Кніспеля. Він був опізнаний за іменним медальйоном, знайденому в загальній могилі, де були поховані ще 14 німецьких солдатів і офіцерів. Знахідка була зроблена на безіменному німецькому військовому кладовищі в околицях села Врбовци. Вважалося, що він загинув від автоматної черги, випущеної йому в живіт. Знахідка пошукових систем спростувала цю версію, оскільки в черепі Кніспеля був знайдений великий уламок міни. У даний час останки танкіста передані для дослідження антропологів Моравського краєзнавчого музею, після чого вони будуть знову поховані на військовому кладовищі, але вже з іменною табличкою.

## Особистість
Товариші Кніспеля згадували, що він зневажав політичних нацистів і особливо негативно ставився до СС, але сприймав військову службу як необхідність, яку потрібно пережити, і тому служив якомога краще. Через таку особливість у поглядах часто конфліктував з командуванням, однак з цим завжди мирились через його високий професіоналізм.
Наприклад, Франц Куровський наводить декілька ситуацій. По дорозі на Східний фронт залізничним транспортом, в очікуванні на станції недалеко від Кракова, Курт Кніспель став свідком сцени, як наглядач місцевого концентраційного табору веде ув'язненого, що втік, і по дорозі б'є його прикладом гвинтівки. Він підскочив до нього і зажадав, щоб той припинив, але наглядач назвав його зарослим розбійником і відмахнувся. Кніспель витягнув пістолет, вирвав з рук наглядача гвинтівку і розбив її об рейки, а наглядача прогнав стусанами. На наступній станції танкіста вже чекали польові жандарми, і від арешту його врятував лише командир роти. 
Або коли він викрав з поїзда, що охоронявся дивізією Ваффен-СС «Вікінг», вино, шампанське і їжу, сховавши все, що можна було винести, в повітряних фільтрах свого «Тигра». Під час битви на Курській дузі відбувся наступний епізод: Кніспель помітив цивільних, які сиділи на броні радянських танків, виліз із танку і закурив. До нього підійшов офіцер СС і почав вимагати відкрити вогонь. Почалась коротка суперечка, і коли офіцер вихопив пістолет, Кніспель повалив його на землю кількома ударами. Від польового суду його врятував командир батальйону.

## Нагороди
- Залізний хрест 2-го і 1-го класу
- Нагрудний знак «За танкову атаку» в сріблі «100»
- Відзначений у Вермахтберіхт (25 квітня 1944)
  - «Унтер-офіцер Кніспель батальйону важких танків, на Східному фронті, знищив 101 танк з липня 1942 по березень 1944 року.»
- Німецький хрест в золоті (20 травня 1944)

Кніспель 4 рази був представлений до нагородження Лицарським хрестом Залізного хреста, але так і не отримав нагороду.